# Harpers Ferry (Iowa)
Harpers Ferry is een plaats (city) in de Amerikaanse staat Iowa, en valt bestuurlijk gezien onder Allamakee County.

## Demografie
Bij de volkstelling in 2000 werd het aantal inwoners vastgesteld op 330. In 2006 is het aantal inwoners door het United States Census Bureau geschat op 317, een daling van 13 (-3,9%).

## Geografie
Volgens het United States Census Bureau beslaat de plaats een oppervlakte van 1,6 km², geheel bestaande uit land. Harpers Ferry ligt op ongeveer 197 m boven zeeniveau.

## Plaatsen in de nabije omgeving
De onderstaande figuur toont nabijgelegen plaatsen in een straal van 20 km rond Harpers Ferry.